# Volker Schomerus
Volker Schomerus (* 8. August 1965 in Buxtehude) ist ein deutscher theoretischer Physiker, der sich mit Stringtheorie und Quantenfeldtheorie befasst.
Schomerus wurde 1993 bei Gerhard Mack an der Universität Hamburg promoviert (Dissertation: Quantum symmetry in quantum theory). 1993 war er Gastprofessor am Erwin-Schrödinger-Institut in Wien und bis 1995 als Post-Doktorand an der Harvard University. Danach war er wieder wissenschaftlicher Mitarbeiter an der Universität Hamburg, an der er sich 1999 habilitierte. 2000 bis 2002 war er am Max-Planck-Institut für Gravitationsphysik in Potsdam und 2002 bis 2005 leitender Wissenschaftler am Institut de Physique Théorique in Saclay. Seit 2005  ist er leitender Wissenschaftler am DESY, wo er 2007 bis 2010 die Theoriegruppe leitete. Seit 2008 ist er Professor für mathematische Physik an der Universität Hamburg.
Seit 2013 ist er Koordinator des European Research Training Network GATIS (Gauge theory as an integrable system).
1999 erhielt er den Physik-Preis der Akademie der Wissenschaften zu Göttingen für seine Arbeiten zur Erweiterung des Symmetriebegriffs in der Quantenphysik (Laudatio).

## Schriften
- mit Andreas Recknagel: Boundary Conformal Field Theory and the Worldsheet Approach to D-Branes, Cambridge University Press 2014
- A primer on string theory, Cambridge University Press 2017, ISBN 978-1316612835